# Eugenia moonioides
Eugenia moonioides är en myrtenväxtart som beskrevs av Otto Karl Berg. Eugenia moonioides ingår i släktet Eugenia och familjen myrtenväxter. Inga underarter finns listade i Catalogue of Life.